# Alkyl

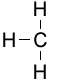
Alkyl

Alkyl (alkanyl) je uhlovodíkový zbytek, jednovazebný radikál obsahující jen uhlíkové a vodíkové atomy uspořádané do řetězce. Uhlíkové atomy v alkylu jsou spojeny jen jednoduchými vazbami. Alkyly tvoří homologické řady s obecným vzorcem CnH2n+1. Mezi příklady je možno uvést methyl, CH3· (odvozený z methanu) a butyl C4H9· (odvozený z butanu). Obvykle se nevyskytují samostatně, ale jako části rozvětvenějších řetězců organických molekul. Samostatně jde o volné radikály, které jsou extrémně reaktivní.

## Názvosloví
Pokud volná vazba vychází z koncového (prvního) atomu uhlíku řetězce, název se odvozuje nahrazením koncovky -an základního hydridu koncovkou -yl, např. butyl. V ostatních případech se koncovka -yl spolu s lokantem k názvu původního hydridu připojuje, např. butan-2-yl.

## Ostatní jednovazebné uhlovodíkové radikály
Odtržením jednoho atomu vodíku z molekuly alkenu vznikne alkenyl (např. vinyl (ethenyl) nebo allyl), z alkynu takto vznikne alkynyl, názvy radikálů cyklických uhlovodíků se od názvů alifatických uhlovodíků odvodí přidáním předpony cyklo-.
Radikál takto odvozený od benzenu se nazývá fenyl, radikál odvozený od toluenu má dvojí název – pokud vychází volná vazba z benzenového jádra, jde o tolyl, pokud vychází z methylové skupiny, jde o benzyl. Od naftalenu je obdobně odvozen naftyl (1-naftyl, 2-naftyl, preferované IUPAC názvy naftalen-1-yl resp. naftalen-2-yl).